# Кулье, Пьер-Эктор
Пьер-Эктор Кулье (фр. Pierre-Hector Coullié; 14 марта 1829, Париж, Франция — 12 сентября 1912, Лион, Франция) — французский кардинал. Титулярный епископ Сидонии и коадъютор Орлеана, с правом наследования, с 29 сентября 1876 по 11 октября 1878. Епископ Орлеана с 11 октября 1878 по 15 июня 1893. Архиепископ Лиона с 15 июня 1893 по 12 сентября 1912. Кардинал-священник с 19 апреля 1897, с титулом церкви Сантиссима-Тринита-аль-Монте-Пинчо с 24 марта 1898.